# Daniela Zybalanka-Jaśko
Daniela Zybalanka-Jaśko (ur. 31 sierpnia 1936 w Poznaniu, zm. 25 października 2020 w Gnieźnie) – polska aktorka teatralna.

## Życiorys
Od 1956 występowała w Teatrze Objazdowym PPIE w Poznaniu, w 1959 uzyskała dyplom ukończenia Wydziału Aktorskiego Państwowej Wyższej Szkoły Teatralnej w Warszawie. W sezonie 1959/1960 występowała równocześnie w Teatrze Satyry w Poznaniu, rok później zakończyła współpracę z Teatrem Objazdowym PPIE i przez dwa sezony była związana z Teatrem im. Wilama Horzycy w Toruniu. Od 1962 do 1966 grała w Teatrze im. Stefana Jaracza w Olsztynie a od 1966 do 1975 w Teatrze Lubuskim w Zielonej Górze. W 1975 zamieszkała w Gnieźnie i do zakończenia kariery scenicznej w 1994 była związana z tamtejszym Teatrem im. Aleksandra Fredry w Gnieźnie.
W 2016 otrzymała Brązowy Medal „Zasłużony Kulturze Gloria Artis”, zmarła w 2020 i została pochowana na cmentarzu Jeżyckim w Poznaniu.

## Filmografia
- 1966: Piekło i niebo
- 1970: Śmierć gubernatora (spektakl telewizyjny)
- 1973: Nie będę Cię kochać